# Greenwood (Carolina del Sud)
Greenwood è una città degli Stati Uniti d'America, capoluogo della Contea di Greenwood, nello stato della Carolina del Sud.
Qua è nato il giocatore di football Josh Norman.